# 国立文乐剧场

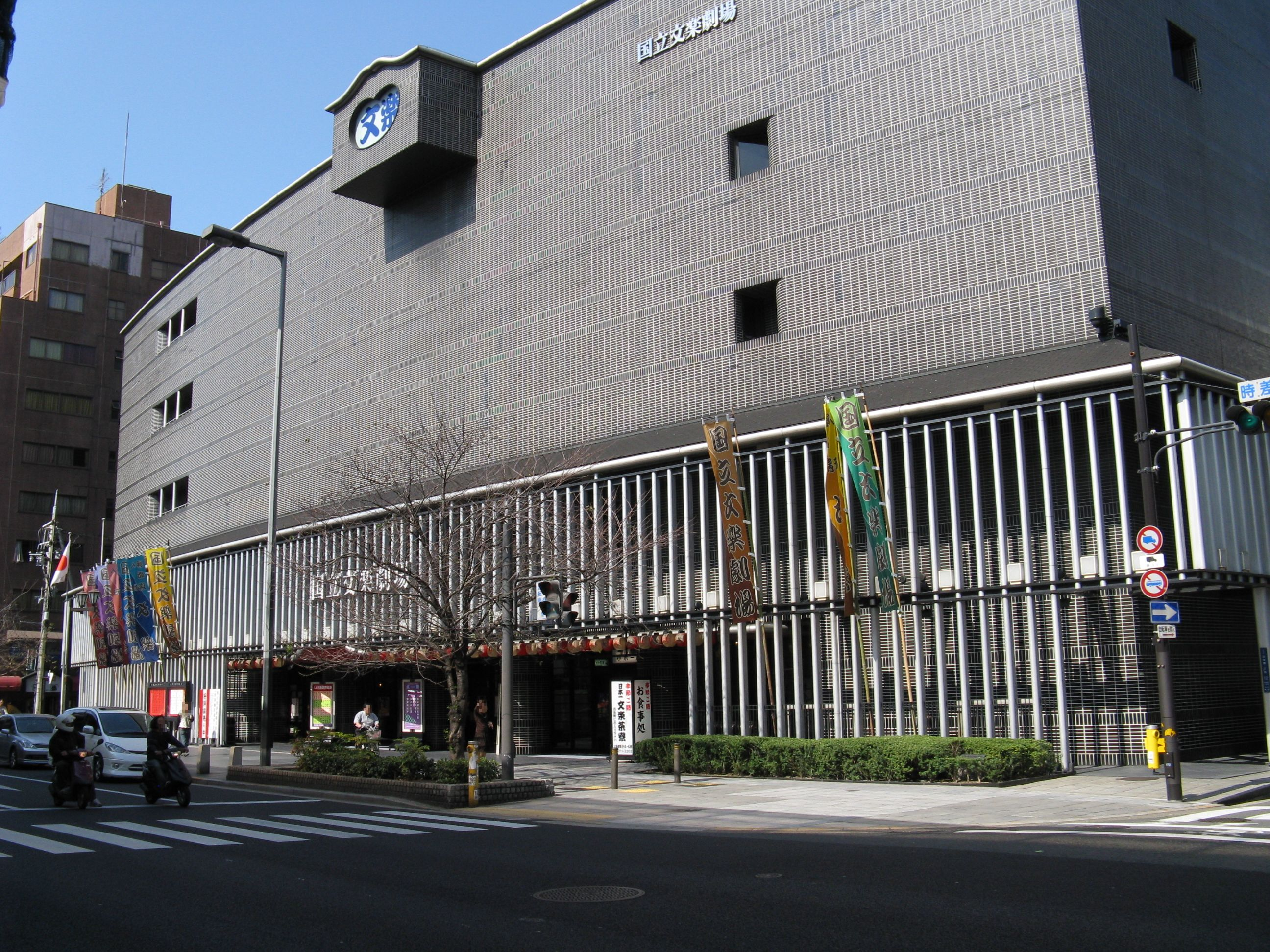
国立文乐剧场

国立文乐剧场（平假名：こくりつぶんらくげきじょう，英文：National Bunraku Theatre）是日本的一个剧场。位于大阪府大阪市中央区，由独立行政法人日本艺术文化振兴会负责运营，主要表演非物质文化遗产人形净琉璃、文乐。设计者是日本建筑家黑川纪章。